# Place Louis-Marin
La place Louis-Marin est une voie du quartier du Val-de-Grâce dans le 5e arrondissement de Paris.

## Situation et accès
La place Louis-Marin est desservie par la ligne du RER B à la gare du Luxembourg.

## Origine du nom
Cette place porte, depuis le 3 avril 1967, le nom de l'ethnologue et homme politique Louis Marin (1871-1960) qui a habité de 1916 à sa mort dans une maison toute proche au 95, boulevard Saint-Michel.

## Historique
Cette petite place est décidée en 1967 en nommant l'espace formé à l'intersection de la rue Henri-Barbusse et de la rue de l'Abbé-de-L'Épée avec le boulevard Saint-Michel.

## Bâtiments remarquables et lieux de mémoire
- La place Louis-Marin dispose d'une sortie secondaire de la gare du Luxembourg située sur la ligne B du RER. Cette sortie fut créée lors du prolongement de la ligne de Sceaux vers la gare de Châtelet - Les Halles en 1978.
- L'immeuble historique des éditions Armand-Colin datant de 1870.
- L'entrée historique de l'Institut national des jeunes sourds est également sur cette place (bien qu'elle soit aujourd'hui condamnée).
- La Fontaine de la guérison qui honore les découvreurs de la quinine, Pierre Joseph Pelletier et Joseph Bienaimé Caventou, dont les deux profils en médaillons de bronze ornent les côtés. Sur le dessus, une sculpture représente une femme nue allongée, du sculpteur contemporain Pierre-Marie Poisson. Il s'agissait à l'origine de statues d'Édouard Lormier, fondues en 1942, dans le cadre de la mobilisation des métaux non ferreux.

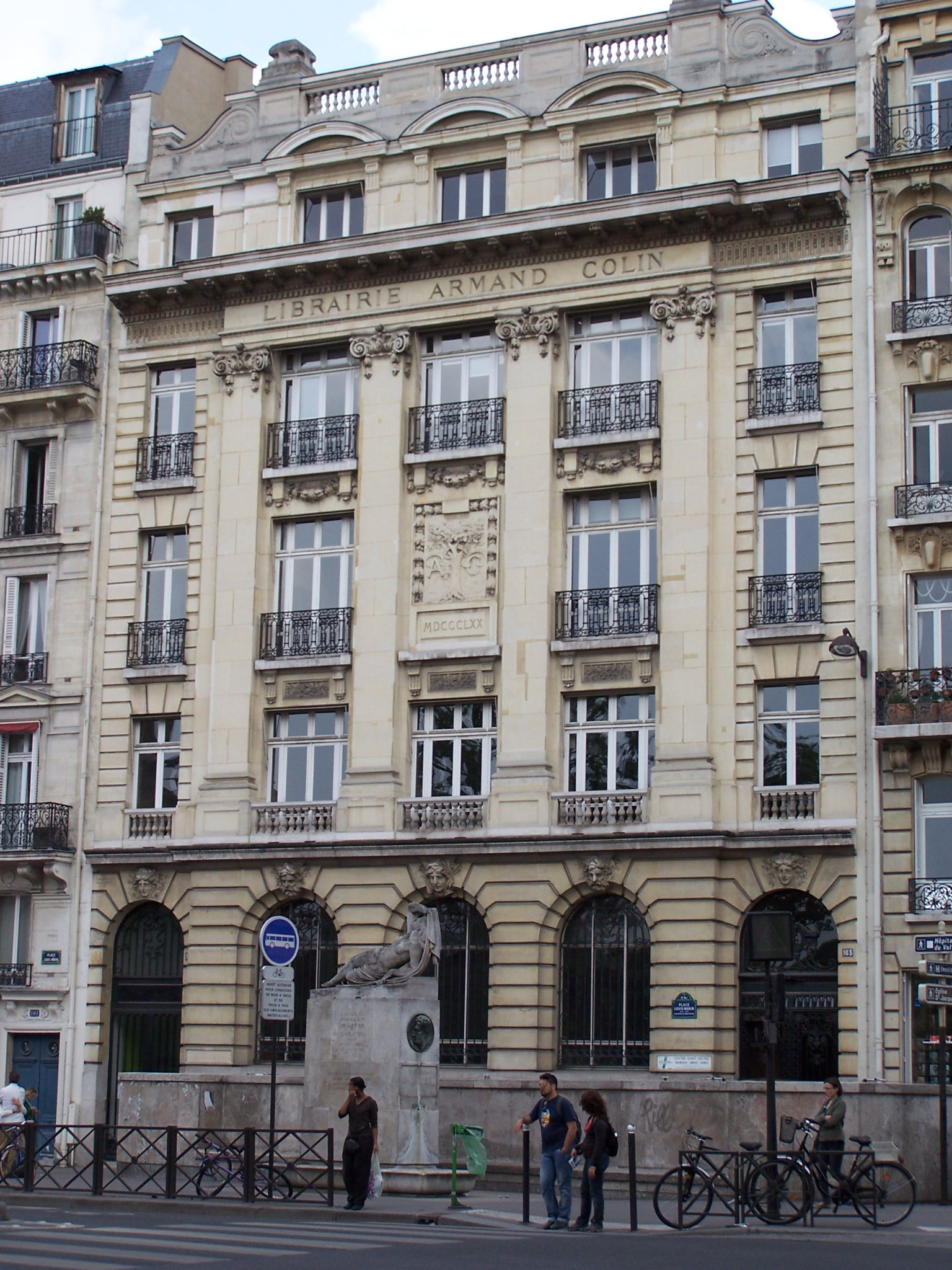
L'immeuble des éditions Armand-Colin.
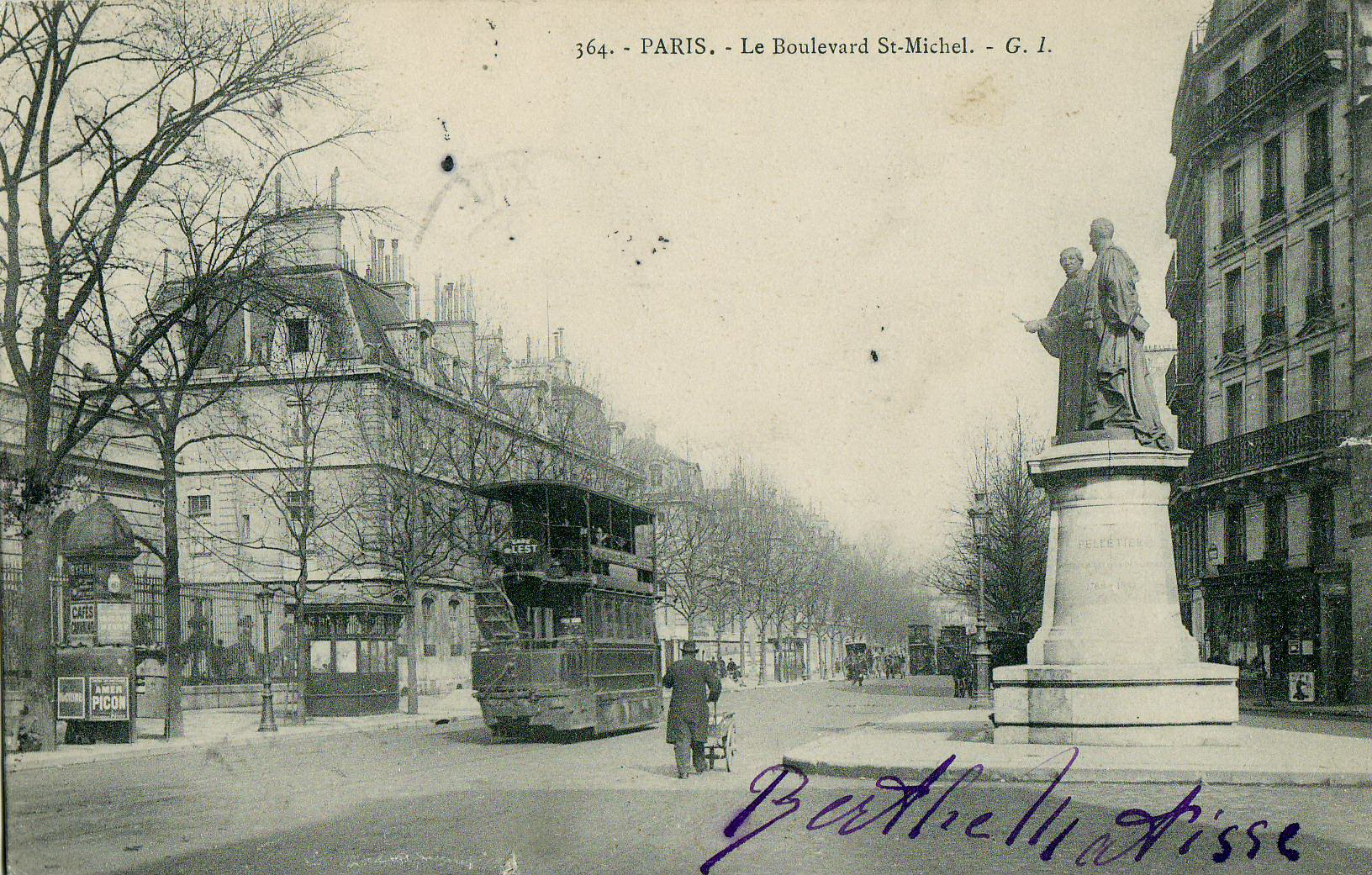
Les statues à l'origine.